# Alfred Trassy-Paillogues
 (juin 2023).
Si vous disposez d'ouvrages ou d'articles de référence ou si vous connaissez des sites web de qualité traitant du thème abordé ici, merci de compléter l'article en donnant les références utiles à sa vérifiabilité et en les liant à la section « Notes et références ».
Alfred Trassy-Paillogues, né le 15 juillet 1950 à Rouen (Seine-Inférieure), est un homme politique français.

## Biographie
Alfred Trassy-Paillogues est né le 15 juillet 1950 à Rouen. Il fait ses études successivement aux lycées Thomas-Corneille de Barentin et Pierre-Corneille de Rouen, dans la Seine-Maritime, puis à Paris à l'École nationale des ponts et chaussées où il obtient le diplôme d'Ingénieur civil.
Dirigeant d'une entreprise de travaux publics jusqu'en 1993, il commence sa carrière politique en 1982 en devenant conseiller général du canton d'Yerville dans la Seine-Maritime. Un an plus tard, il est élu maire de la commune d'Yerville. 
Élu au conseil régional de Haute-Normandie en 1986, il y siège jusqu'en 1993, année où il devient député de la dixième circonscription de la Seine-Maritime.
Parallèlement, il poursuit son action auprès de la Commission du Développement économique, des Ports, du Tourisme et des Affaires européennes, qu'il préside depuis 1994 au sein du conseil général de la Seine-Maritime, et se voit confier jusqu’en mars 2004, la responsabilité de Seine-Maritime Expansion, bras séculier du Département en matière de soutien aux entreprises et de développement local.
Battu en 1997 par le socialiste Gérard Fuchs, il est réélu député de la dixième circonscription de la Seine-Maritime le 16 juin 2002, il est réélu en juin 2007 avec plus de 55 % des voix. 
Au sein de l'Assemblée nationale, il faisait partie du groupe UMP.
Il est battu de justesse au second tour des législatives le 17 juin 2012 par la candidate socialiste Dominique Chauvel.

## Détail des mandats et fonctions

### Conseil municipal d'Yerville (Seine-Maritime)
- 14/03/1983 - 25/05/2020: Maire d'Yerville (Seine-Maritime)

### Communauté de communes
- 2003 - 2016 : Président de la communauté de communes d'Yerville-Plateau de Caux

### Conseil général puis départemental de la Seine-Maritime
- 21/03/1982 - 27/06/2021 : Membre du conseil général puis départemental de la Seine-Maritime
- 28/03/1994 - 28/03/2004 : Vice-président du conseil général de la Seine-Maritime